# Овес посівний
Ове́с посівни́й, або ове́с звича́йний (Avena sativa L.) — однорічна трав'яниста рослина роду овес, родини злакові. Вирощується головним чином на корм худобі, насамперед коням, бикам і коровам, використовується в кулінарії та медицині.
Основне виробництво вівса у світі зосереджено зараз у середньоширотній смузі Північної півкулі — в Росії, Білорусі, США, Польщі, Україні, Німеччині та Канаді.

## Морфологія

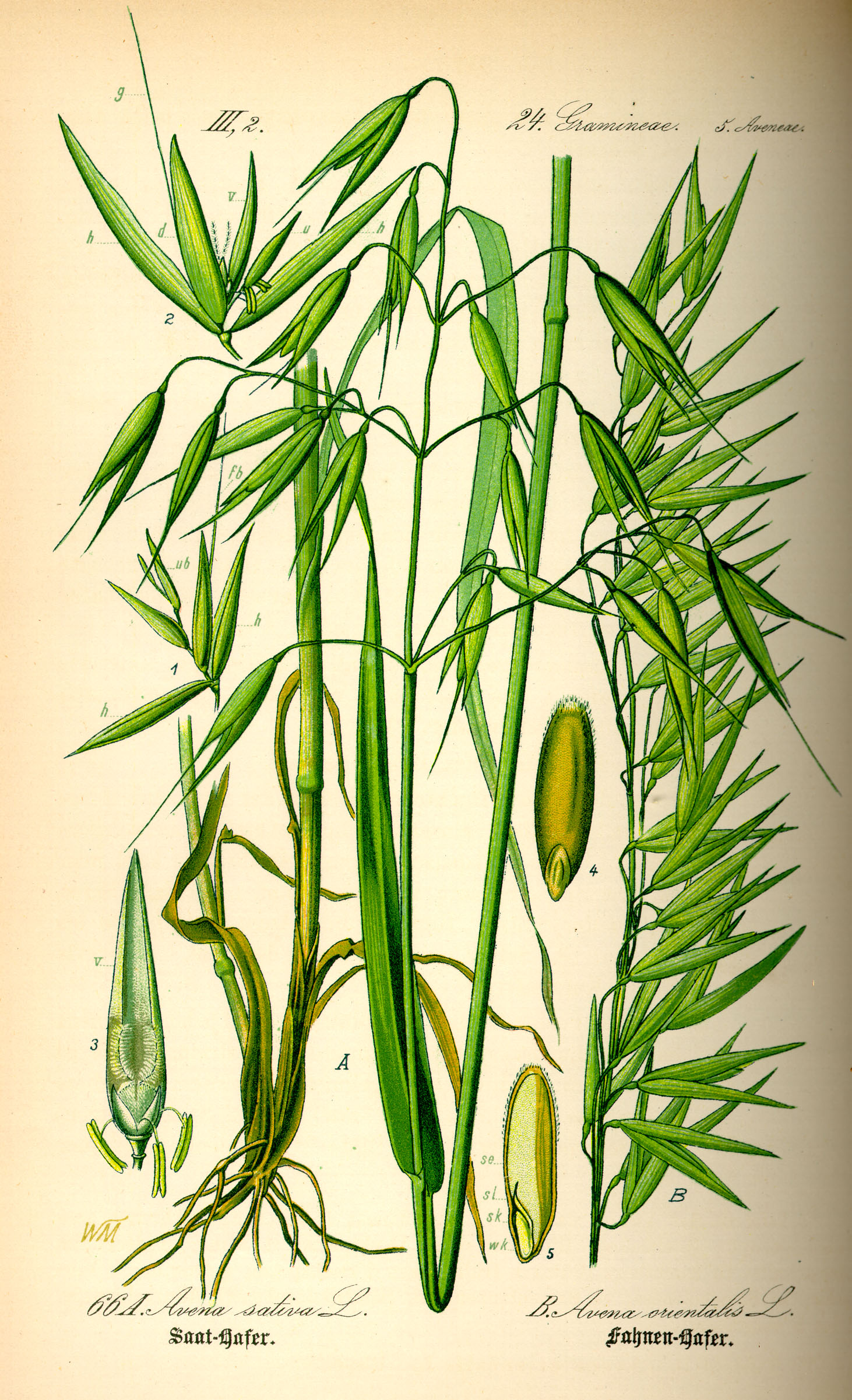
Овес посівний (ілюстрація із книги Томе О. В.«Flora von Deutschland, Österreich und der Schweiz in Wort und Bild für Schule und Haus», 1885)

У зерновому господарстві поширений ярий та озимий овес. В Україні найпоширеніше вирощування сортів ярого вівса.
Овес посівний — однорічна трав'яниста рослина. Коренева система мичкувата. Стебло — порожниста соломина, заввишки 80—140 см, завтовшки 4—4,5 мм, поділена на 4—7 міжвузлів. Стеблові вузли голі або опушені, на нижніх помітне антоціанове забарвлення. Листки вівса ланцетно-загострені, зелені або сизі, часто з війчастими краями, без вушок, але з добре розвиненим язичком (у деяких форм вівса він відсутній), нерідко вони покриті восковим нальотом.
Розлоге суцвіття вівса називається волоттю. Він має розкидисту або стиснуту волоть — одногриву, напівстиснуту, розлогу, горизонтальну та пониклу. На кінцях гілок волоті розташовані колоски, які містять від 2 до 4 квіток (у плівчастих), до 5 квіток (у голозерних).
Колоскові луски великі, перетинчасті, широкі, вгорі загострені. Плівчастий овес має довші колоскові луски, а голозерні — коротші від квіткових лусок. Квітки двостатеві. Верхня квіткова луска яйцеподібна. В остистих сортів від спинки верхньої луски відходять остюки, а в більшості видів зігнуті та скручені в нижній частині. Зерно вівса плівчасте, загорнуте у квіткові луски. У голозерних сортів зернівка випадає з луски.
Овес — самозапильна рослина, але також можливе перехресне запилення.

## Різновиди
Посівний овес поділяється на плівчастий і голозерний. Урожайнішою є плівчаста форма, яка займає найбільші площі, а голозерна поширена рідко. Голозерний овес має дорідні багатоквіткові колоски з м'якими плівками, тому при обмолоті зерно легко випадає з них, а в плівчастого — квіткові плівки тверді. Голозерний овес є вибагливим до вологи.
Між собою різновидності вівса різняться будовою волоті (розкидиста або одногрива), кольором квіткових лусок (білий, жовтий, коричневий), остистістю зерна. Безості форми вівса мають у волоті не більше 25 % остистих колосків. У вологі роки остистість менша, а в посушливі (при низькій агротехніці) остистість одного і того ж сорту збільшується.
Найпоширеніші різновиди плівчастого вівса, які належать до трьох основних різновидностей: мутіка (mutica), арістата (aristata) і ауреа (aurea).

## Особливості росту і розвитку
Овес вологолюбний, холодостійкий і менш вибагливий до ґрунту, ніж інші хлібні злаки (крім жита). Насіння починає проростати при температурі 2—3°С, сходи витримують приморозки до −4,-5°С. Вегетаційний період від 80 до 110 днів, в залежності від умов вирощування та сорту. Насіння вівса при проростанні зазвичай розвиває 3 зародкових корінців. У перші дні головне стебло росте дуже повільно (1—2 мм на добу), а корені швидко. Сходи в польових умовах з'являються на 8—10-й день. При утворенні 3—4 листків починається фаза кущення (на 7—9-й день після сходів), під час якої утворюється додаткове коріння, бокові пагони (пагони кущення) та 2—3 продуктивних стебла. У цій фазі на головному й бічних пагонах закладаються зародкові волоті. Енергійний ріст стебла і волоті спостерігається після фази виходу в трубку, найбільше накопичення сухої речовини — в період виходу в трубку до фази викидання. Цвітіння вівса йде від верхівки волоті до основи і від кінців гілок 1-го порядку до головної осі волоті. Воно продовжується 6—8, іноді 9—10 днів. Налив та дозрівання зерна у волоті розтягнені приблизно на місяць. У верхній частині волоті та на кінцях гілок нижчих порядків розвивається найважче зерно, яке при запізненні зі збором обсипається першим, що знижує не тільки врожай, а й його якість.

## Історія

### Історія вивчення
Історія систематики вівса посівного (Avena sativa L.) почалася в 1753 році, коли Карл Лінней описав цей вид у своїй книзі «Види рослин». Сучасна систематика вівса посівного базується значною мірою на працях Карла Хаускнехта (1885-1889), Шарля Трабю (1909-1914) та Альберта Теллунга (1911-1918).
М. І. Вавилов (1919) показав особливості географічного поширення та локалізацію районів. Він запропонував віднести грубозернисті форми голозерного вівса, які уражаються грибними хворобами, до вівса посівного. Надалі це повністю підтвердили дані генетики і цитології.
Значний внесок у систематику вівса вніс О. І. Мальцев (1930), написану ним монографію «Вівсюги та вівси» високо оцінили багато дослідників і вона досі залишається найцитованішою по систематиці вівса.
Обширні роботи по систематиці вівсів були проведені О. І. Мордвінкіною у ВІР.
У систематиці Н.А. Родіонової та ін. (1994) були доповнені і детально розроблені таксономічні підвиди виду вівса посівного. У даній системі він був обґрунтовано розділений на два підвиди плівчастий (A. sativa subsp. sativa) і голозерний (A. sativa subsp. nudisativa), кожен із яких має свій ареал і суттєві відмінності за морфологічними ознаками будови волоті та квіткових лусок.
Нині внутрішньовидова класифікація у повному обсязі може використовуватися у подальшій роботі зі світовою колекцією вівса, хоча сама система роду овес у цілому потребує перегляду та уточнення положення видів.

### Історія культивування
Батьківщина вівса — Монголія і північно-східні провінції Китаю. Його почали обробляти пізніше ніж пшеницю та ячмінь — у другому тисячолітті до нашої ери. Він засмічував посіви полби, проте землероби не намагалися з ним боротися, оскільки вже тоді були відомі його чудові кормові властивості. При просуванні посівів на північ, овес витіснив теплолюбнішу полбу. Найдавніші сліди вівса, які відносяться до бронзової доби, були знайдені на територіях Швейцарії, Франції та Данії. Перші згадки про цю культуру зустрічаються в записах грецького лікаря Дієйхса, який жив у IV столітті до нашої ери. Пліній Старший писав, що давні германці вирощували овес та варили з нього кашу. З цього приводу римляни та греки насміхалися над ними, бо сприймали дану культуру як придатну лише для тварин. Клавдій Гален згадував, що овес сіяли в Індії. Діоскорід не тільки згадував про нього, а і використовував у медичній практиці. На Русі овес був найважливішою з оброблюваних культур. Страви, приготовлені з вівсяної крупи, борошна і толокна були звичною їжею для населення Русі. З вівса робили кисіль. Про це є згадка у давньоруському літописі монаха і письменника Нестора «Повість минулих літ», яка була написана в XII столітті.
Існує документальне підтвердження, що в 779 році овес широко вирощувався в англосаксонській Англії.
Протягом століть коржики, що складалися із вівсяного борошна, води і солі, були основною їжею для жителів Англії, особливо Шотландії. У цих районах овес — єдина культура, яка росте в холодному і вологому кліматі. Також вівсяні коржики були популярні в Уельсі та Ірландії.
Разом з іншими зерновими культурами овес був завезений у Північну Америку шотландцями і був висаджений на острові Елізабет, неподалік від берегової лінії штату Массачусетс, звідки він поширився по країні. Овес вирощувався переважно, для годівлі коней, але емігранти з Шотландії використовували овес для приготування каш, пудингів та випічки.

## Агротехніка

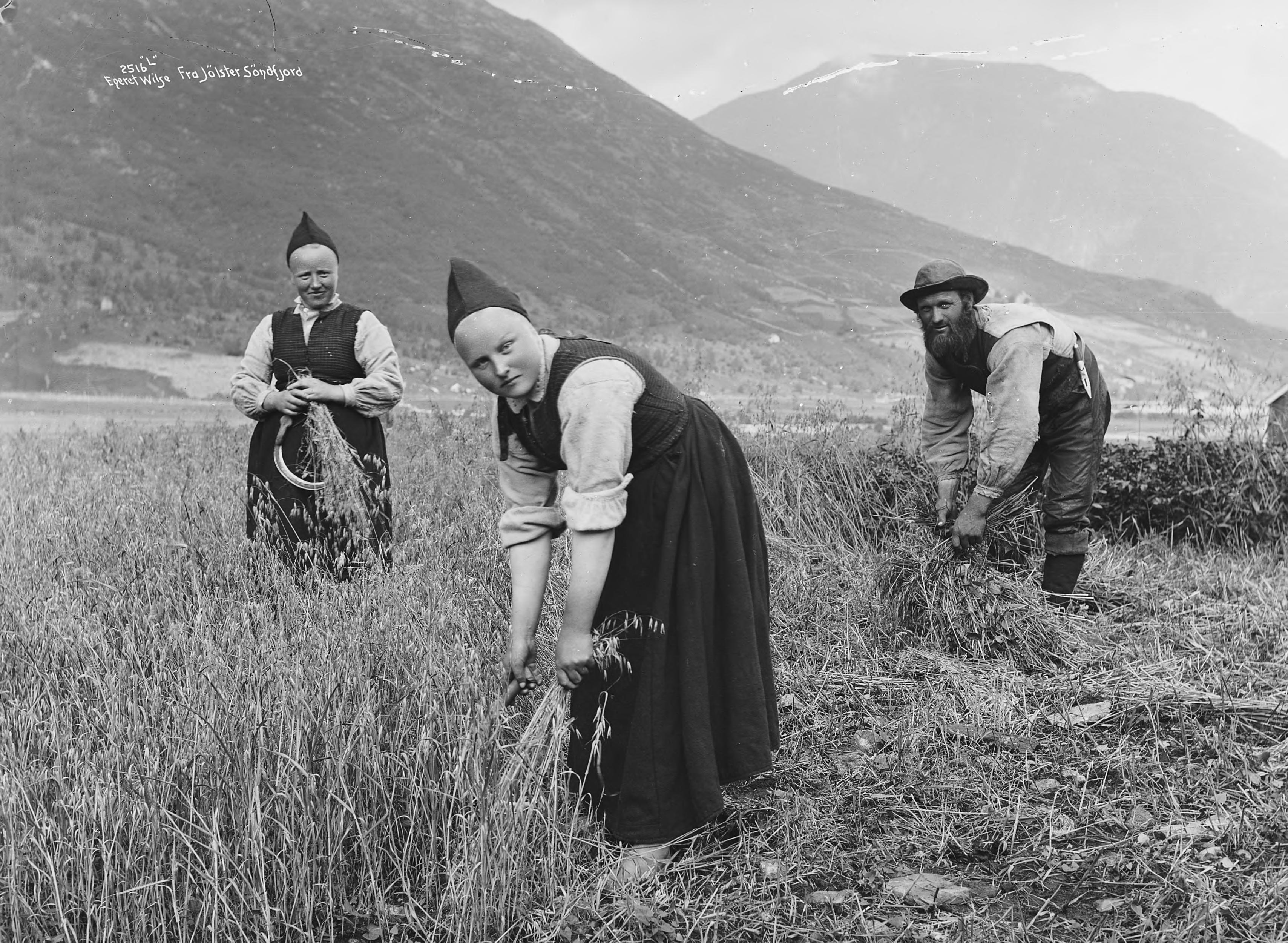
Збирання вівса в Норвегії 1890 рік

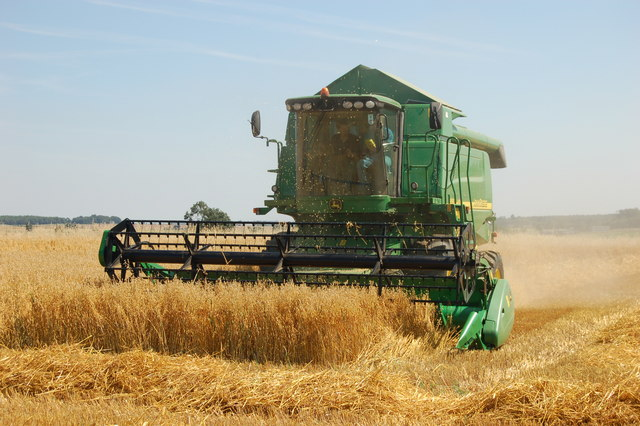
Збирання вівса комбайном

### Місце в сівозміні
Найкращими попередниками для вівса є удобрені просапні (кукурудза, картопля) зернобобові, баштанні культури, льон. Не бажано висівати після вівса та цукрових буряків у зоні поширення нематоди. За високої культури землеробства овес можуть висівати після пшениці.

### Обробіток ґрунту
Для нормального розвитку вівса потрібна велика кількість вологи. При висіванні вівса у сівозміні після зернових, по закінченню збирання, поле лущать та проорюють глибоко на зяб, щоб нагромадити добрі запаси вологи. У посушливі роки або в районах з недостатньою кількістю опадів, коли весною настає ґрунтова посуха, врожай вівса дуже знижується.
Оранка на весні призводить до пересушування ґрунту й запізнення з сівбою, що часто знижує врожаї зерна на 5 центнерів з гектара проти зяблевої оранки. В окремих випадках на мокрих, низинних ґрунтах, які внаслідок багатосніжної зими запливають, проводять весняну оранку з одночасним боронуванням, а також коткуванням котками для зменшення випаровування води.
У перші дні весняних польових робіт проводять передпосівний обробіток ґрунту, — шлейфування або боронування ріллі й культивацію. Дуже важливий своєчасний обробіток ґрунту і вчасне проведення сівбу. Коли зв'язані ґрунти під впливом атмосферних опадів дуже ущільнюються, то для кращого розпушування ґрунту застосовують чизель-культиватори.

### Удобрення
У вівса підвищена здатність засвоювати поживні речовини, а тому він менш вимогливий до родючості ґрунту, ніж інші зернові. Добре засвоює калій з важкорозчинних сполук, а в вологих районах добре використовує фосфоритне борошно. У зоні лісостепу овес сіють звичайно на третій або четвертий рік після внесення гною. Овес краще за інші культури використовує рештки поживних речовин. За даними дослідів, коли овес висівають після зернових (пшениці, жита), додаткове внесення азотних і фосфоритних добрив (по 30 кг/га діючої речовини) підвищує врожай від 4 до 8 центнерів з одного гектару. На піщаних ґрунтах овес часто висівають після картоплі, під яку вносились органічні добрива або приорювали післяжнивний люпин на зелене добриво.
На осушених торфових ґрунтах під овес вносять калійні добрива з розрахунку 80—100 кілограмів на гектар К2О, а на болотних ґрунтах, що потребують фосфорного добрива, вносять 30—50 кілограм на гектар Р2О5. Крім того, дають також піритні недогарки (5 центнерів на гектар) або мідний купорос (15—20 кілограмів на гектар), що спричиняє позитивні наслідки.

### Сівба
Для сівби вівса використовують насіння районованих сортів. При сівбі добірним насінням урожай збільшується на 5—6 центнерів з гектару. Перед сівбою насіння протравлюють проти сажки розчином формаліну.
Овес висівають якомога раніше. Зазвичай це роблять на початку польових робіт на весні одночасно з сівбою ярої пшениці, гороху тощо. При пізній сівбі знижується врожайність і рослини можуть бути пошкоджені різними шкідниками та хворобами. Також врожай зерна в співвідношенні до соломи знижується і воно може бути гіршої якості.
Овес сіють вузькорядним і перехресним способами. Оскільки він слабко кущиться, сіють густо. Норма висіву коливається в досить великих межах і залежить від дорідності і якості зерна та ґрунтово-кліматичних умов.
Насіння вівса на важких і вологих ґрунтах у північних районах загортають на глибину 2,5—3 сантиметра, на чорноземах — 4—5 сантиметрів, у південних сухих районах на 5—6 сантиметрів.

### Догляд за посівами

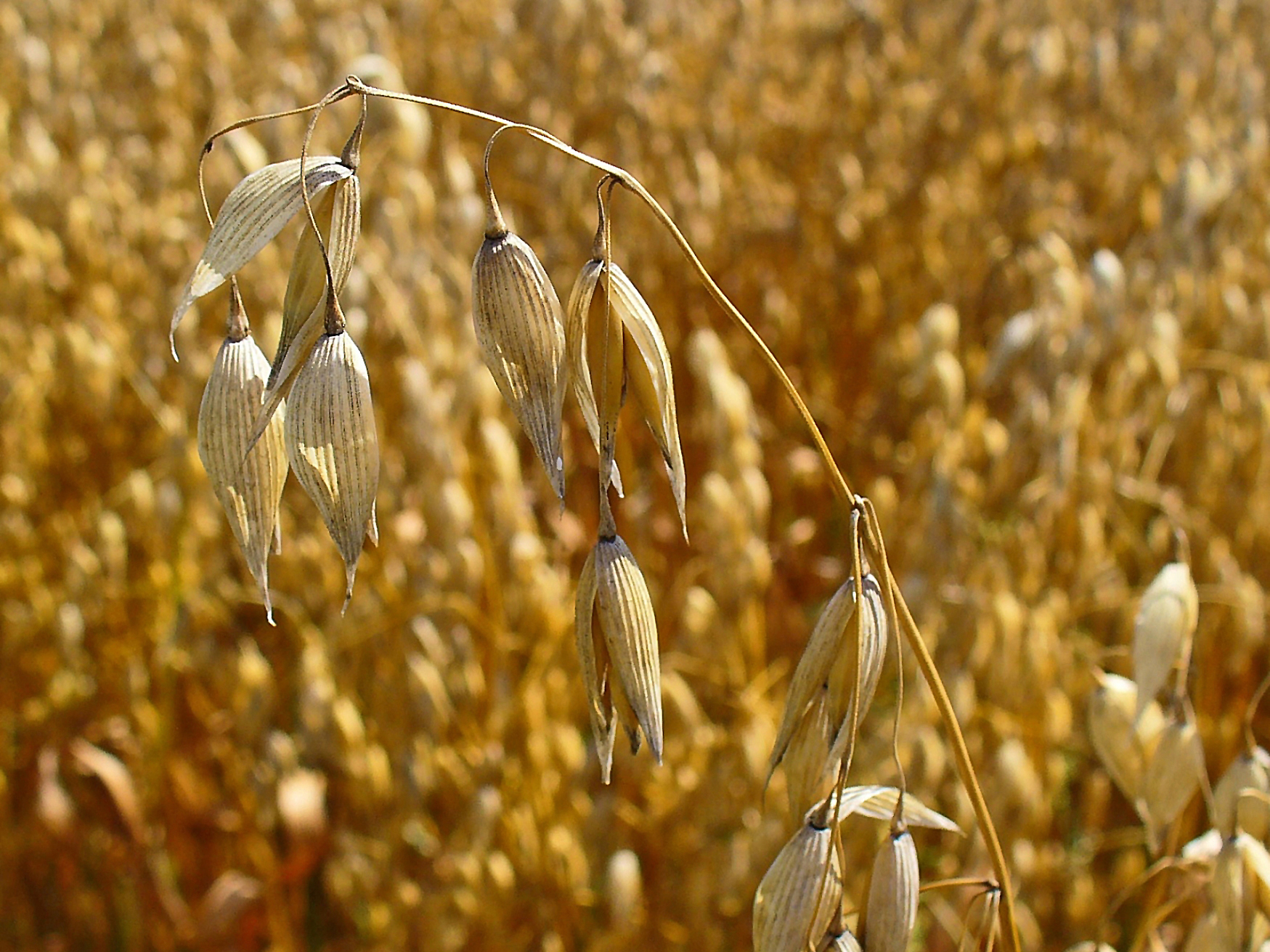
Дозрілий овес

За посушливої погоди після сівби поле коткують кільчастими котками, за достатньої вологості боронують для знищення шкірки та бур'янів. Проте при боронуванні рідких посівів значно пошкоджуються рослини, що знижує врожай. Для знищення бур'янів використовуються гербіциди.

### Збирання вівса
Збирають овес такими комбайнами, як і інші зернові, прямим або розділювальним способом. Овес достигає нерівномірно, починаючи з верхньої частини волоті. Якщо чекати, поки дозріють всі зернівки у волоті, найрозвиненіші зернівки верхівки волоті почнуть осипатися. Тому найкращим строком роздільного збирання вважається час, коли повної стиглості досягне зерно верхньої половини волоті. Прямим комбайнуванням овес збирають у фазі повної стиглості. Для цього вирощують стійкі до осипання сорти.

## Хвороби та шкідники
Найпоширенішими хворобами вівса є стеблова і корончата іржа, пильна та тверда сажка. Із шкідників найбільшої шкоди завдають ковалики і шведська муха.

## Культивування
| Найбільші виробники вівса у світі 2010 рік (мільйон тон) | Найбільші виробники вівса у світі 2010 рік (мільйон тон) |
| -------------------------------------------------------- | -------------------------------------------------------- |
| Росія                                                    | 3,2                                                      |
| Канада                                                   | 2,3                                                      |
| Австралія                                                | 1,4                                                      |
| Польща                                                   | 1,3                                                      |
| США                                                      | 1,2                                                      |
| Іспанія                                                  | 1,0                                                      |
| Фінляндія                                                | 0,8                                                      |
| Англія                                                   | 0,7                                                      |
| Аргентина                                                | 0,7                                                      |
| Німеччина                                                | 0,6                                                      |
| Загалом у світі                                          | 19,6                                                     |
| Джерело: ФАО                                             |                                                          |

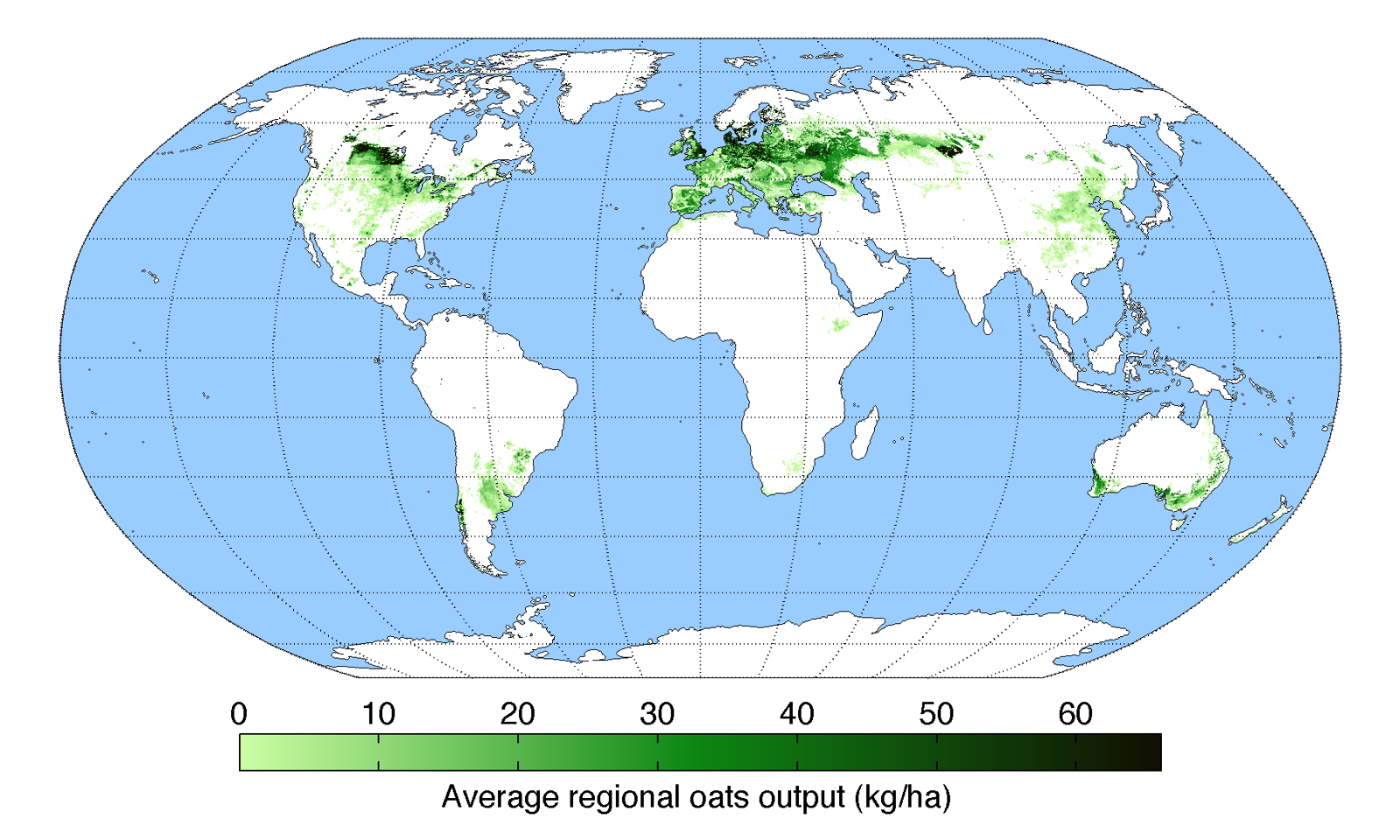
Виробництво вівса у світі

Овес вирощується у помірному поясі. Він має нижчі вимоги до літнього тепла, та вищу стійкість до дощу ніж інші злаки такі як пшениця, жито чи ячмінь, що є особливо важливим для таких територій з прохолодним та мокрим літом як у Північно-західній Європі. Найбільші посіви вівса — в Росії (близько 20 % від світового) й Канаді, це одна з основних зернових культур у Польщі, Фінляндії та Білорусі.
На території СНД овес поширений переважно в нечорноземній зоні, Білорусі, Казахстані, районах Західного і Східного Сибіру.
В Україні овес вирощується переважно на Поліссі та в зоні лісостепу. Загальна площа посівів на даних територіях становить 0,5-0,6 мільйонів гектар. У південних, жарких районах України овес погано витримує високу температуру. Вона під час наливання і достигання зерна призводить до запалу та захвату рослин, при температурі 38-40°С у вівса вже через 4—5 годин паралізуються продихи, для порівняння, у ячменю — лише через 25—35 год.
У виробничих умовах при застосуванні сучасної технології збір зерна досягає 50—55 центнерів з гектару і більше, на сортодільницях — 65—80 центнерів з гектару.

## Хімічний склад
Склад вівса залежить від посівного зерна, умов навколишнього середовища (ґрунт, клімат) та технології обробітку (добрива, засоби захисту рослин).
100 г їстівної частини цільного зерна містить:
| Поживні речовини |        |
| Вода             | 14,0 г |
| Білки*           | 10,1 г |
| Вуглеводи        | 57,8 г |
| Крохмаль         | 36,1 г |
| Жири             | 4,7 г  |
| Клітковина       | 10,7 г |
| Зола             | 3,2 г  |

| Мінеральні речовини |         |
| Натрій              | 8 мг    |
| Калій               | 355 мг  |
| Кальцій             | 80 мг   |
| Магній              | 130 мг  |
| Марганець           | 3,1 мг  |
| Залізо              | 5,8 мг  |
| Мідь                | 0,42 мг |
| Цинк                | 3,2 мг  |
| Фосфор              | 340 мг  |
| Селен               | 7 мкг*  |

| Вітаміни                 |          |
| Тіамін (B1)              | 675 мкг  |
| Рибофлавін (В2)          | 170 мкг  |
| Ніацин (B3)              | 2400 мкг |
| Пантотенова кислота (В5) | 710 мкг  |
| Вітамін В6               | 960 мкг  |
| Фолієва кислота          | 35 мкг   |
| Вітамін Е                | 840 мкг  |

| Амінокислоти |         |
| Аргінін      | 850 мг  |
| Гістидин     | 270 мг  |
| Ізолейцин    | 560 мг  |
| Лейцин       | 1020 мг |
| Лізин        | 550 мг  |
| Метіонін     | 230 мг  |
| Фенілаланін  | 700 мг  |
| Треонін      | 490 мг  |
| Триптофан    | 190 мг  |
| Тирозин      | 450 мг  |
| Валін        | 790 мг  |

* У залежності від місцевості значення може істотно змінюватися.
Енергетична цінність (калорійність) становить 316 ккал.

## Застосування

### Корм для худоби
Овес посівний — одна з найважливіших зернофуражних культур. У його зерні містяться: білок — у середньому 10,1 %, крохмаль — 36,1 %, жир — 4,7 %, зола — 3,2 %, цукор — 2,35 %, вітаміни В1, В2. Зерно вівса в цільному виді є незамінним кормом корм для коней, великої рогатої худоби, особливо молодняку та домашньої птиці. Воно вирізняється високою поживністю: 1 кілограм вівса відповідає одній кормовій одиниці із вмістом 85—92 грами перетравного протеїну. Вівсяне борошно добре засвоюється організмом тварин, тому його використовують для відгодівлі молодняка.
Вівсяна солома містить до 7 % білків і понад 40 % вуглеводів, тому слугує добрим кормом для худоби. 100 кг вівсяної соломи становлять 31 кормову одиницю. Вівсяна полова у своєму складі містить до 8 % білків, понад 41 % вуглеводів, а в 100 кілограмах — 46 кормових одиниць.
Також овес вирощують на зелений корм, сіно, сінаж, часто у суміші з ярою викою, горохом, чиною.

### Кулінарія

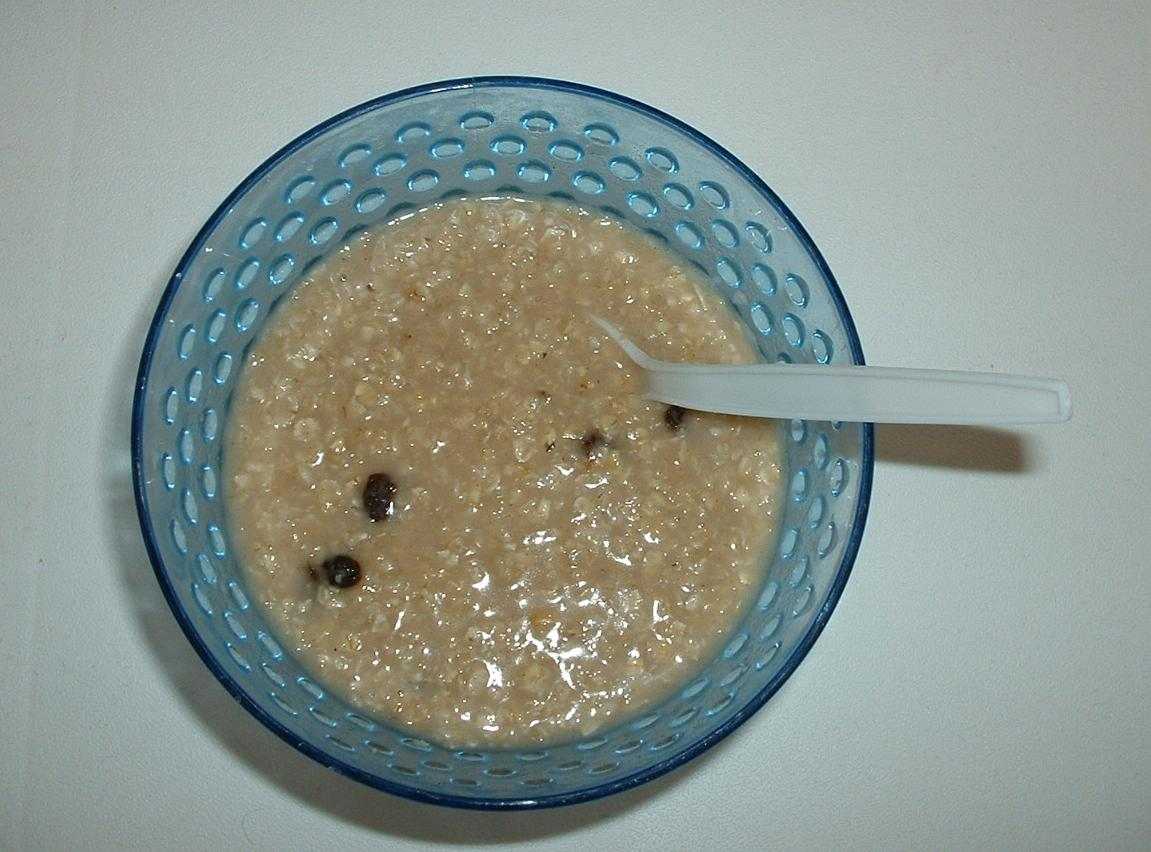
Вівсяна каша з родзинками

Вівсяне молоко українського виробника

В Європейському Союзі на сьогодні збільшується вживання продуктів, що містять овес.
З вівсяного зерна виготовляють різані й шліфовані крупи, вівсяні пластівці, які особливо цінні для дитячого харчування завдяки підвищеному вмісту у білку незамінних амінокислот (лізину, триптофану, аргініну) та легкій засвоюваності. З вівсяного борошна виготовляються харчові галети, вівсяне печиво, сурогат кави. Вівсяне борошно в чистому виді не використовують для випікання хліба, оскільки воно не містить клейковини, проте іноді додають до житнього чи пшеничного борошна.
З вівса виготовляють замінник молока — вівсяне молоко. Воно має м'який, солодкуватий смак. Його можна використовувати замість коров'ячого молока при приготуванні як солодких, так і солоних страв. Вівсяне молоко першими почали виготовляти в Європі, але поступово воно завойовує ринки Північної Америки. Вівсяне молоко виробляють в Україні.
Овес є складовою багатьох національних кухонь. Він був основною їжею валлійців у XII–XIII століттях. Також овес набув популярності в Шотландії, де його подавали до столу в вигляді вівсяної каші, суто на сніданок. У предків українців вівсяна каша завжди займала почесне місце на столі поряд з гречаною, ячмінною та пшоняною. Вівсяна крупа була другим хлібом. У неврожайні роки нею рятувалися: дрібно перетирали висівки та варили з них вівсяний кисіль. Також овес входить до складу національних страв багатьох країн світу, наприклад в Австралії готують анацке — печиво з вівсяних пластівців, у Росії — вівсяну кашу та толокно.

### Медицина
Вівсяні крупи та борошно мають велику кількість легкозасвоюваних, багатих на незамінні амінокислоти білків, вуглеводів, жирів і вітамінів групи В, тому їх широко використовують у дієтичному та дитячому харчуванні. З них готують каші, слизисті відвари та супи, які є дієтичними й обволікальними засобами при гострих запальних захворюваннях шлунково-кишкового тракту (гастрити, ентероколіти), при атонії кишківника, вірусному гепатиті, астенії, захворюваннях нервової системи, порушенні ритму серцевої діяльності та при залізодефіцитній анемії, спричиненій порушенням синтезу порфіринів. Вівсяний куліш вживають при туберкульозі легень (як зміцнювальний засіб), дають дітям хворим на діатез (золотуху). При діабеті дають пити настій з неочищеного зерна. У клінічних умовах встановлено, що настойка зеленої висушеної рослини (трави) має заспокійливі й снотворні властивості. Настій трави має такі самі властивості, але його частіше вживають при гарячкових станах, подагрі, при набряках, спричинених захворюваннями нирок, для збудження апетиту та підвищення загального тонусу організму, як вітрогонний засіб. В аюрведичній медицині настоянку з вівса використовують для лікування звикання до наркотиків і тютюну, але результати наукових досліджень ефективності такого лікування залишаються суперечливими. Найкращі наслідки отримано при використанні спиртових екстрактів із свіжих молодих рослин. Екстракти із зерна показали трохи нижчі результати. Свіжовижатий сік вівса призначають вживати при безсонні, нервовому виснаженні, для збудження апетиту.
Також овес використовують як зовнішній засіб. Для косметичних масок застосовують борошно й вівсяні пластівці, відвар трави або соломи — для ванн, примочок та обмивань при скрофульозі, рахіті, ревматизмі й гіпергідрозі ніг, обмороженнях і різних шкірних хворобах та для гарячих компресів на ділянку нирок як засіб, що полегшує проходження каменів (при нирковокам'яній хворобі). Овес ще використовують у гомеопатії.

### Алкогольні напої
Овес використовується для приготування алкогольних напоїв. З нього виготовляють вівсяне пиво, яке має м'який, приємний смак, схожий на хороші ячмінні сорти, квас. Також овес можуть додавати при приготуванні горілки. З вівса та вівсяного солоду варять брагу. Раніше з нього виготовляли віскі (останній завод був закритий у 1975 році).

## Геральдика
- Герб Кастельдансу, муніципалітету в Іспанії, що входить у провінцію Леріда в складі автономного співтовариства Каталонія: на блакитному полі золотий замок, оточений чотирма кущами вівса[32].
- Герб та прапор муніципального утворення «Веревське сільське поселення» Гатчинського муніципального району Ленінградської області Російської Федерації: на чорному полі, засіяному золотим насінням вівса — срібна видра з червоним язиком, що повернена вправо[33].
- Герб та прапор сільського поселення Дороховське Орехово-Зуєвського муніципального району Московської області Російської Федерації: на червоному полі, яке переходить у зелене, виписані колоски вівса, які пронизує срібна стріла[34].

## Овес в українській культурі
Овес міцно увійшов у життя та побут українців, з'явилися вислови та прислів'я, він став використовуватися у весільних обрядах, про нього складали пісні.
Овес також був поширеною культурою при запорозьких козаках.

### Овес у фольклорі українського народу

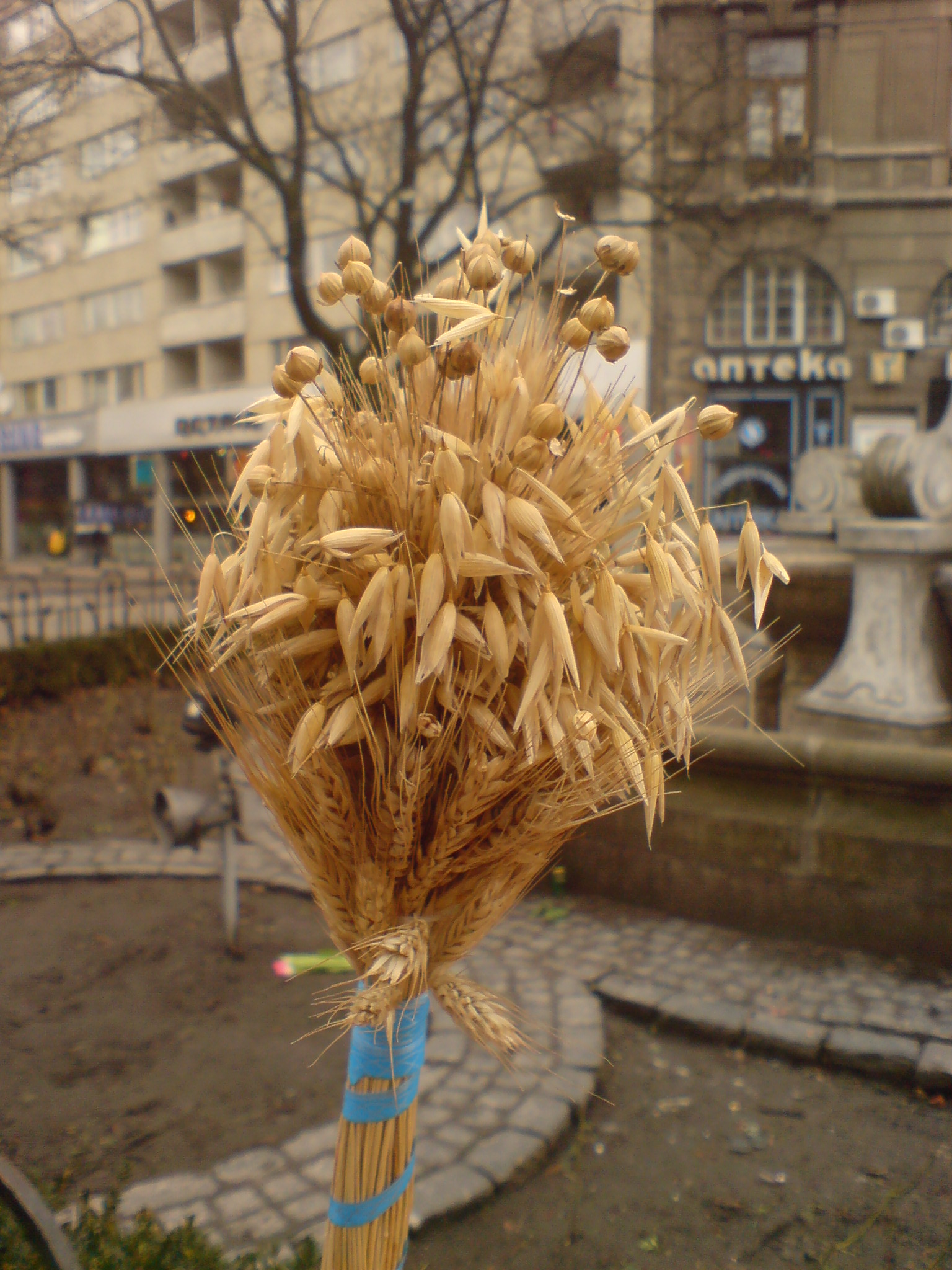
Інколи з вівса плетуть дідух

В Україні овес сіяли рано, ще в мокру й холодну землю, тому казали:
- «Сій овес у грязь, то будеш князь»,
- «Сій овес у кожусі, а жито в брилі»,
- «Казав овес: — Сій мене в болото — буду я золото».

Овес є традиційним кормом для коней, тому жартома казали: «Не хоче, як кобила вівса».
Разом з тим овес вважали малопоживним, вівсяний хліб — голодним, тому казали: «Вези овес хоч до Парижу, а не буде з вівса рижу». Були також і приказки: «Кидай овес у грязюку, ячмінь у пилюку, жито — в ріллю», «Овес виліг, а жито не сходить», «Овес у трьох кожухах, та вітру боїться». Про стійкість рослини свідчить така приказка: «Овес і крізь личак проростає».
В українській народній вишивці на шиття буйними стіжками говорили «Шити на овес», та на узор — «Тільки овесок».

### Весільні обряди
Овес символізує плідність, бо має здатність розсіватися (звідси овес-самосій), тому відігравав велику роль у весільній обрядовості, подекуди ним прикрашали гільце, обсипали молодих, примовляючи:
|  | Мати сина вівсом обсипала, Вівсом обсипала, щастям дарувала: — Пошли, Боже, щастя, як овес рясно! |

У весільних піснях пшениця — це наречена, а овес — наречений, рясний вівсяний колос був традиційним символом гарного роду: «А в полі да овес рясен, А в нас весь рід красен»; «Ой сій, мати, овес на наш рід увесь». Подекуди відвар вівса додавали до купелі немовляти, — «щоб було багатим і плідним, як овес».

## Цікаві факти

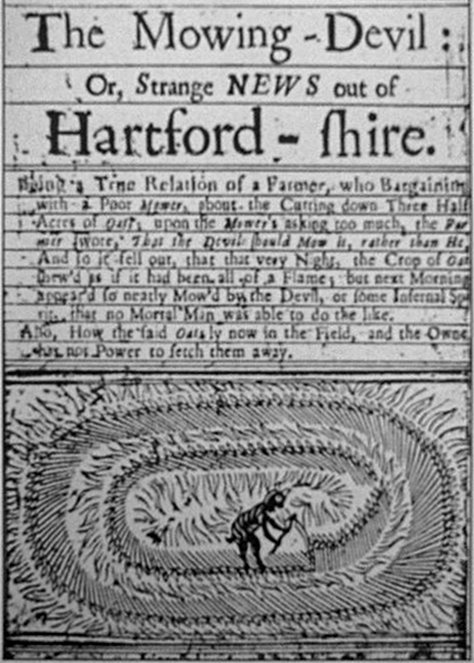
Ксилографія Диявол-женець (1678)

- У Нюрнберзі в 1290 році було видано акт, який вказував, що пиво слід варити лише з ячменю. Категорично заборонялося варити пиво з вівса, пшениці та жита. Але у 16 столітті пивовари Гамбурга та Нюрнберга варили біле пиво з вівса.[38].
- Одним із найстаріших документів цереології, є гартфордширська ксилографія Диявол-женець 1678 року, де зображено диявола, що робить кола на полі вівса[39].
- Походження вівса залишалося б незрозумілим, якби в 1916 році під час подорожі по Ірану Микола Іванович Вавилов не помітив поля полби (Triticum dicoccum), біля Хамадана. Ці посіви виявилися засміченими звичайним вівсом (Avena sativa), адже його взагалі не вирощують ні в Ірані, ні в сусідніх країнах, і знайти його можна тільки серед полби[10].
- Насіння вівса зберігається у Сховищі Судного Дня[40]
- Виверження вулкана Тамбора в Індонезії призвело до зміни світового клімату, результатом стала вулканічна зима та «рік без літа». Як наслідок — повсюдні неврожаї і голод. Це викликало дуже великий ріст цін на овес, наприклад, у США ціна піднялася з 12 до 92 центів за один бушель. Це спричинило голод та вимирання коней, що своєю чергою вилилось у транспортні проблеми, які намагався вирішити барон Карл Де Дрез, створюючи попередник велосипеда — «машину для ходіння»[9].

## Галерея

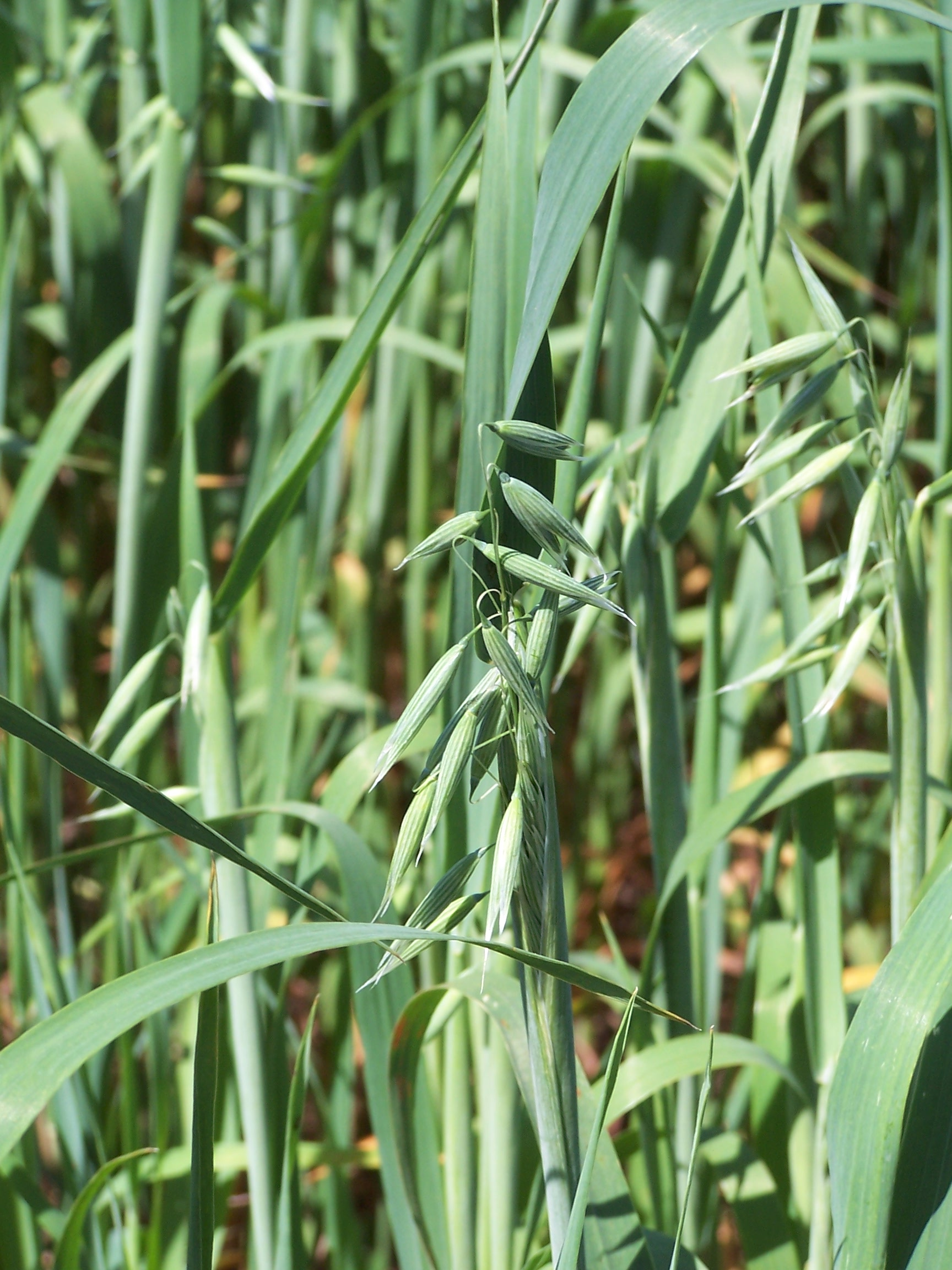
Овес з суцвіттями
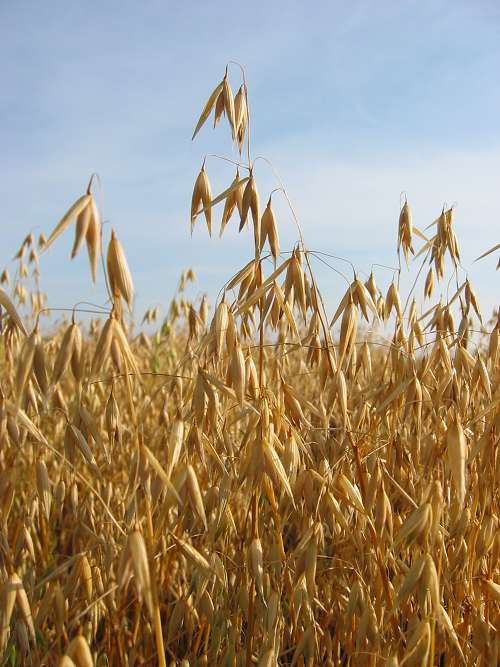
Овес на полі
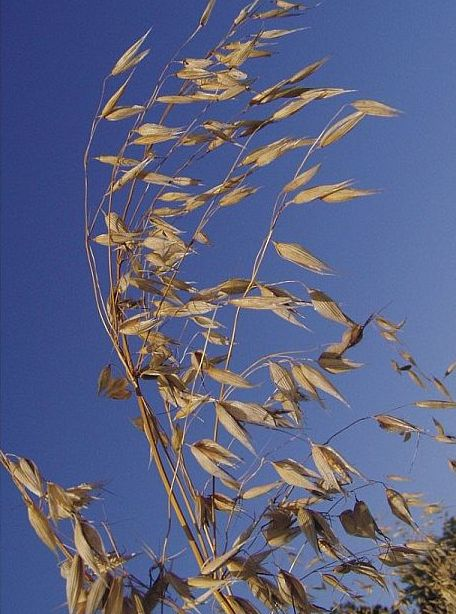
Колосок вівса
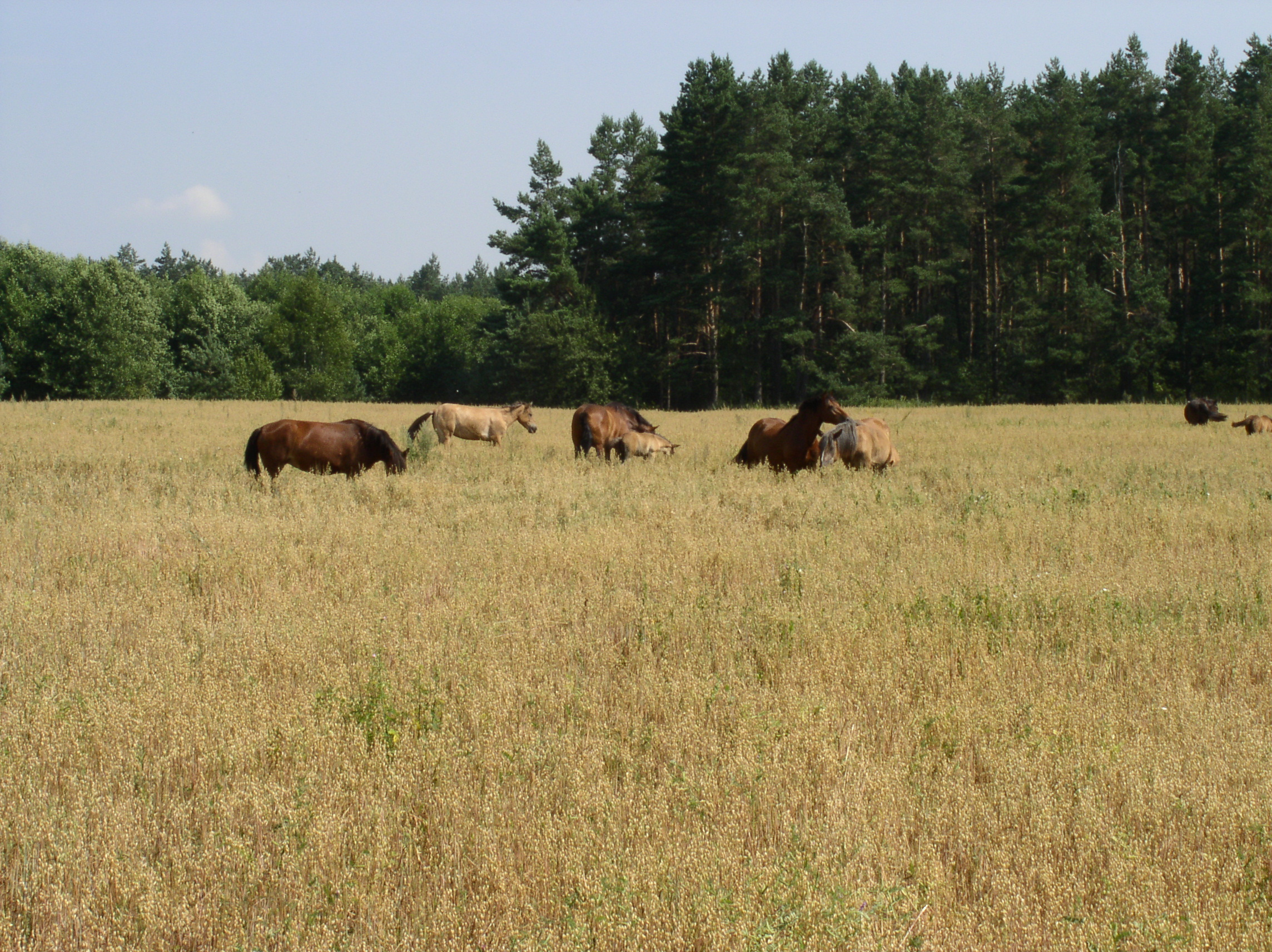
Коні пасуться на вівсяному полі
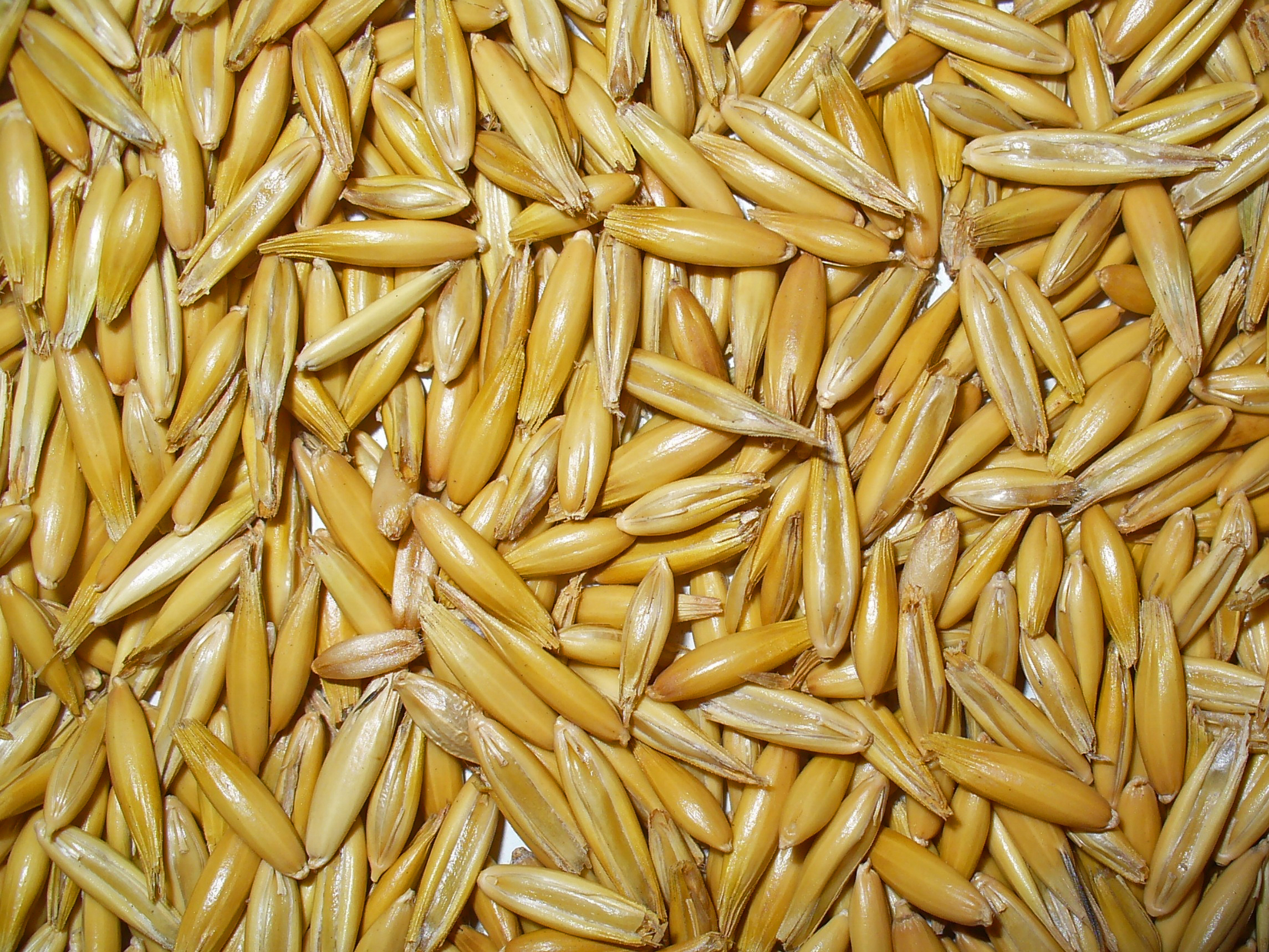
Нелущене зерно вівса
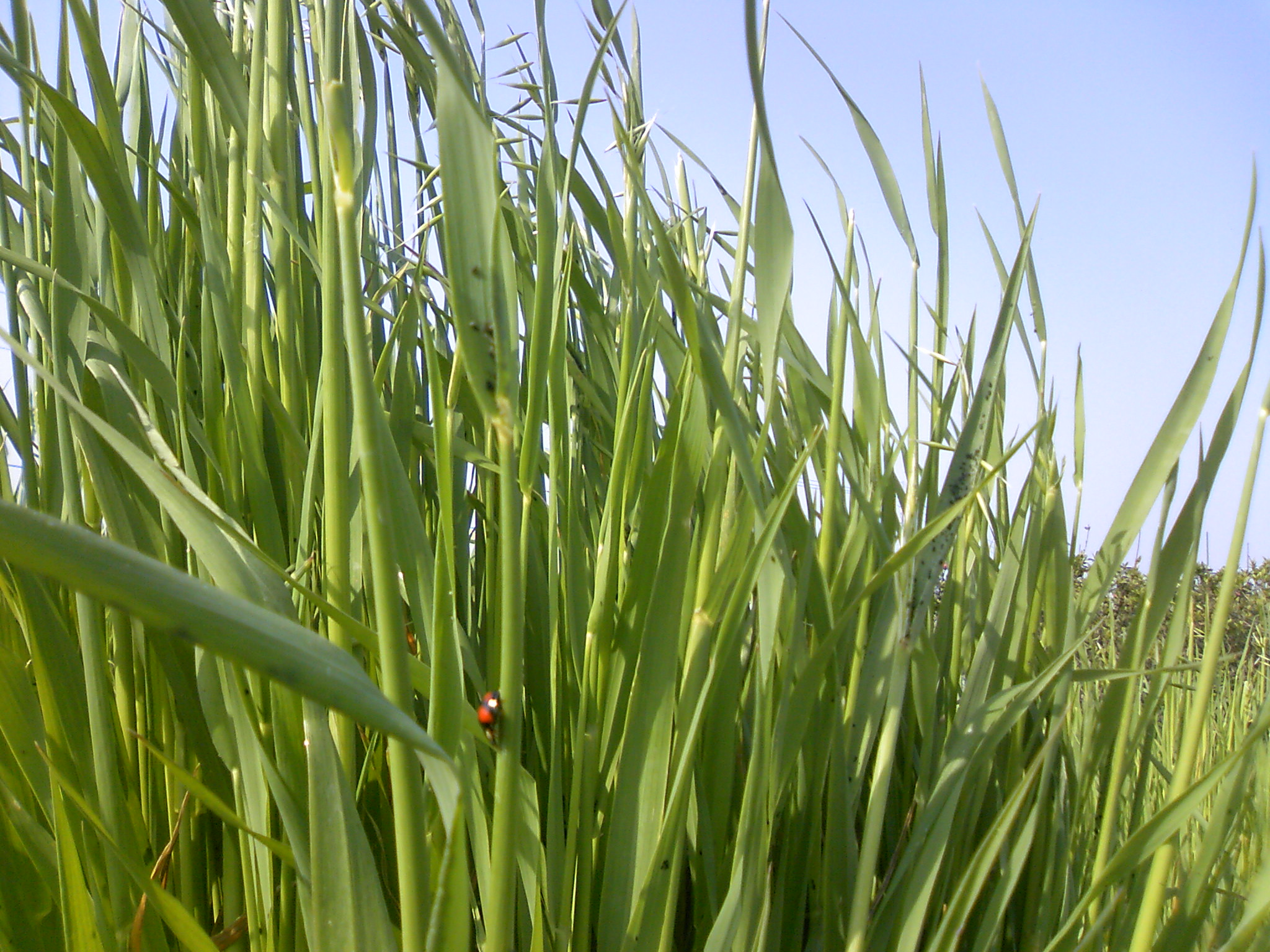
Сонечка знищують попелиці на молодому вівсі
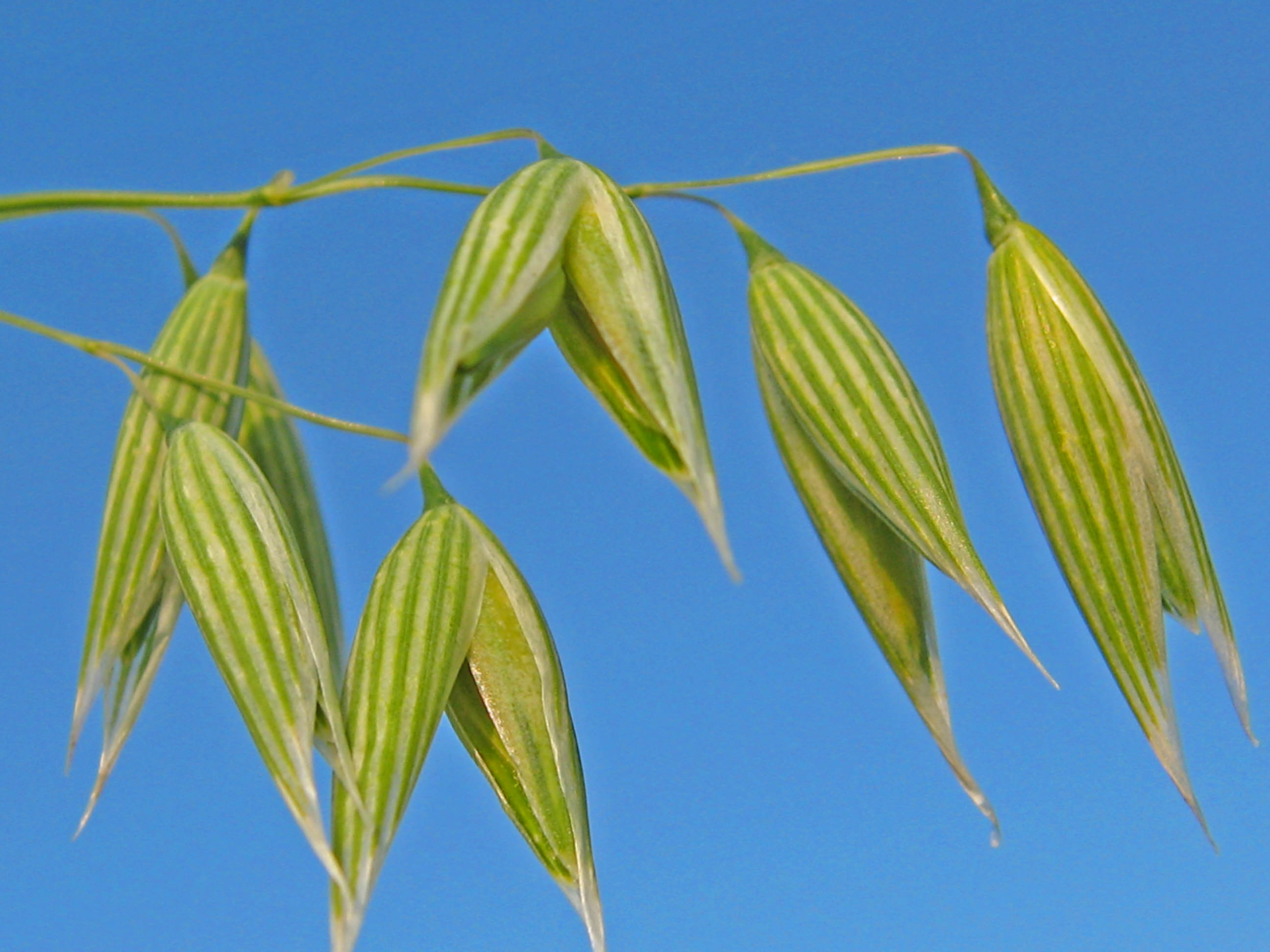
Квітки вівса